# Willa „Marta” w Szczawnicy
Willa „Marta” w Szczawnicy – zabytkowa willa w Szczawnicy, przy ul. Głównej 30 (według rejestru zabytków: 18), zamykająca od wschodu Park Dolny.

## Historia
Willa została wybudowana w 1876 roku. Budowę rozpoczął Mieczysław Tomanek. Nieukończona inwestycja została zakupiona przez spółkę doktora Józefa Kołączkowskiego i córek Józefa Gawrońskiego: panien Marii (późniejszej Biernackiej), Wiktorii (późniejszej Stillmanowej) i Felicji Gawrońskich. Spółka dokończyła budowę domu, który nazywany był wtedy „Murowańcem”. Józef Gawroński, wysłużony kapitan wojsk Księstwa Warszawskiego prowadził w tym domu przez wiele lat wypożyczalnię książek, a jego córka Maria Biernacka prowadziła wraz z mężem restaurację i cukiernię. Na piętrze znajdowało się 15 pokoi dla gości, a na parterze – kuchnia, sala jadalna na 100 osób i pomieszczenia administracyjne. W okresie powojennym w budynku przez kilka lat działała sala koncertowa im. Georga Philippa Telemanna.
Częstymi gośćmi „Marty” byli m.in.: Juliusz Kleiner, Stanisław Wasylewski, Ewa Bandrowska-Turska, Lena Żelichowska, Stanisław Witkiewicz, Henryk Zbierzchowski. Koncertowała tu Ada Sari i inni znani artyści.
Willa była własnością rodziny Kołączkowskich do 1969 roku, kiedy została sprzedana Związkowi Zawodowemu Pracowników Kultury i Sztuki. Od 2008 roku willa należy do spadkobierców Adama Stadnickiego. Znajdują się w niej pensjonat, restauracja, lodziarnia.

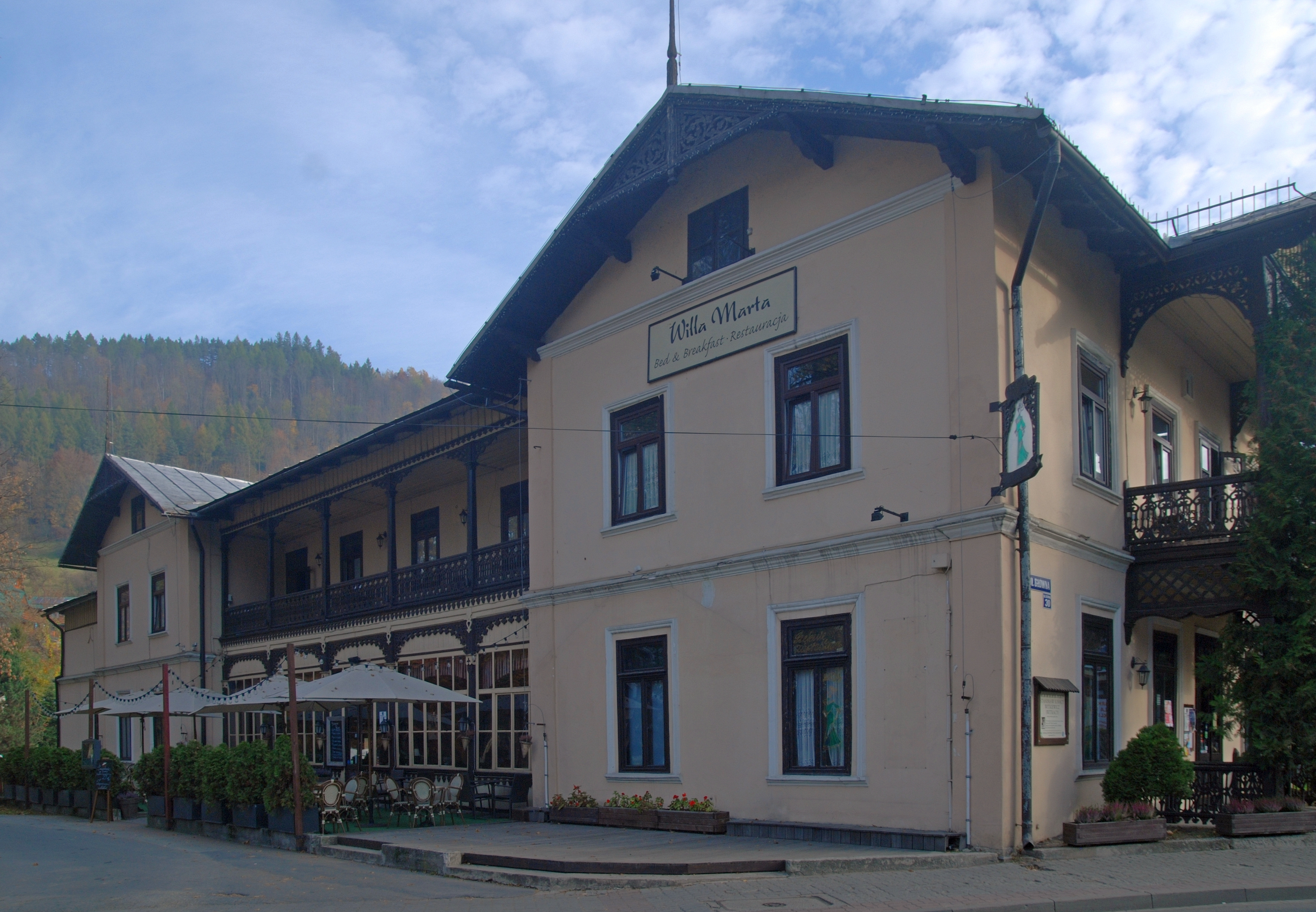
Widok od strony Parku Dolnego